# Malaccina imitans
Malaccina imitans är en kackerlacksart som beskrevs av Morgan Hebard 1929. Malaccina imitans ingår i släktet Malaccina och familjen småkackerlackor. Inga underarter finns listade i Catalogue of Life.